# Pagi mentawajski
Pagi mentawajski, pagi (Simias concolor) – gatunek ssaka naczelnego z podrodziny gerez (Colobinae) w obrębie rodziny koczkodanowatych (Cercopithecidae).

## Zasięg występowania
Pagi mentawajski występuje endemicznie na Wyspach Mentawai zamieszkując w zależności od podgatunku:
- S. concolor concolor – pagi mentawajski – Wyspy Mentawai (Sipora, Północna Pagai, Południowa Pagai i pobliskie Simalegu, Simatapi oraz Sinakak); jedyny naczelny na Simalegu i Simatapi.
- S. concolor siberu – pagi zadartonosy – Wyspy Mentawai (Siberut).

## Taksonomia
Rodzaj i gatunek po raz pierwszy naukowo opisał w 1903 roku amerykański zoolog Gerrit Smith Miller nadając mu nazwę Simias concolor. Holotyp pochodził z Południowej Pagai w zachodniej Sumatrze w Indonezji. Jedyny przedstawiciel rodzaju pagi (Simias).
Dane genetyczne sugerują, że jest taksonem siostrzanym dla nosacza sundajskiego (Nasalis larvatus) i być może powinien być umieszczany razem z nim w rodzaju Nasalis. Autorzy Illustrated Checklist of the Mammals of the World rozpoznają dwa podgatunik.

### Etymologia
- Simias: gr. σιμός simos „zadartonosy”; łac. przyrostek -ias „szczególna cecha”[10].
- concolor: łac. concolor, concoloris „w tym samym kolorze, podobny”, od cum (stara forma com) „razem z”; color, coloris „kolor”[11].
- siberu: wyspa Siberut, Wyspy Mentawai, Sumatra[11].

## Morfologia
Długość ciała (bez ogona) samic 46–52 cm, samców 19–55 cm, długość ogona samic około 14 cm, samców około 16 cm; masa ciała samic 7–7,2 kg, samców 8,5–8,8 kg. Samce są cięższe o 30% od samic, kły samców  są dłuższe o 95% od kłów samic. Przystosowany do wspinaczki, dzięki długim ramionom. Jego futro jest czarno-brązowe, a twarz czarna. Jest to jedyna małpa w podrodzinie Colobinae mająca stosunkowo krótki ogon, który jest marginalnie przybrany sierścią i długi tylko na 15 cm. Krótki nos jest zadarty do góry.

## Ekologia
Małpy prowadzą dzienny tryb życia. Są nadrzewnymi mieszkańcami lasów deszczowych, rzadko schodzą na ziemię. Żyją w grupkach (od 3 do 8 zwierząt), które składają się z osobnika męskiego, jednej albo więcej samic i ich potomstwa. Dieta składa się głównie z liści, w mniejszym stopniu z owoców i jagód. Biologia rozrodu tego gatunku jest słabo poznana.

## Status zagrożenia
Status zagrożenia według IUCN dla poszczególnych gatunków przedstawia poniższa tabelka:
| Nazwa łacińska | Status zagrożenia |
| -------------- | ----------------- |
| S. c. concolor | CR                |
| S. c. siberu   | CR                |